# Дэвис, Ури
Уриэль «Ури» Дэвис (ивр. אוריאל «אורי» דייוויס‎; род. в 1943, Иерусалим) — израильский и палестинский учёный и политик.
Согласно собственному определению, он является активистом, выступающим за защиту прав человека и особенно прав палестинцев. Дэвис — сторонник образования единого палестино-еврейского федеративного государства. С 1970 года опубликовал ряд работ, посвящённых критическому исследованию сионизма и политики Израиля.
В 2008 году Дэвис принял ислам. Считает себя прежде всего палестинцем, сохраняя британское и израильское гражданство. Описывает себя как «палестинец ивритской национальности еврейского происхождения, противник сионизма, зарегистрированный как мусульманин и гражданин государства апартеида — Государства Израиль».
Член организации «ФАТХ» с 1984 года, в 2009 году был избран членом её революционного совета.

## Биография
Родился в 1943 году в Иерусалиме в еврейской семье. Семья его матери практически полностью погибла в Холокосте. Отказался проходить службу в израильской армии по морально-этическим соображениям. В 1961—1983 годах проходил альтернативную службу в кибуце Эрез. Получил степень бакалавра арабского языка и магистра философии в Еврейском университете Иерусалима (1970 год). В дальнейшем, обучаясь в университете Новая школа (Нью-Йорк) в США, получил третью степень по антропологии.
В настоящее время преподает в университете Брэдфорда. Является почётным научным сотрудником Даремского и Экстерского университетов. Имеет, помимо израильского, также и британское гражданство. Проживает попеременно в городе Сахнин и городе Рамла.

## Взгляды и активизм
Во время учёбы в Лондоне в 1970-е годы Дэвис, согласно информации портала cursorinfo.co.il, «установил связь с Арафатом и с его ближайшим соратником по террористической деятельности Халифом аль-Вазиром, имевшим партийную кличку „Абу-Джихад“». В связи с этим до 1994 года ему был запрещён въезд в Израиль. Сам Дэвис называл Абу-Джихада создателем и военным лидером ФАТХ.
Дэвис написал ряд книг и статей, в которых сравнивал политику Израиля на территориях, захваченных в ходе Шестидневной войны, с политикой апартеида в ЮАР. Он выступает за полный экономический и культурный бойкот Израиля в связи с его политикой в отношении палестинцев. Является сторонником права палестинских беженцев на возвращение. Считает, что Израиль обязан выполнить все резолюции ООН в отношении себя и имеет право на существования только в границах, определённых планом ООН по разделу Палестины. При этом Иерусалим должен быть передан под юрисдикцию ООН.
Дэвис основал «Движение против израильского апартеида в Палестине» (The Movement Against Israeli Apartheid in Palestine (MAIAP)) и «Ассоциацию по защите прав человека в Израиле» (The Association for the Defense of Human Rights in Israel).

## Брак
В 2006 году в Рамалле Дэвис познакомился с палестинкой Мияссар Абу Али. В 2008 году, после того как Дэвис перешёл в ислам, они заключили брак. Жена Дэвиса, как и другие палестинские супруги израильских граждан, не имеет права проживать на территории Израиля. Это четвёртый брак Дэвиса, от прежних браков у него 4 детей.

## Выборы в революционный совет «ФАТХ»
Дэвис был принят в «ФАТХ» Халилем аль-Вазиром («Абу Джихад») — военным руководителем «ФАТХ» и заместителем Арафата, который был убит в 1988 году в Тунисе израильскими спецслужбами.
До 2009 года Дэвис имел статус наблюдателя в Палестинском Национальном Совете. В 2009 году он был избран в Революционный совет партии «ФАТХ» (которую ранее возглавлял Ясир Арафат). Ему удалось получить 31-е место из 600 кандидатов. Всего в Революционном совете 128 депутатов. Дэвис стал первым израильтянином еврейского происхождения, попавшим в этот совет. В том же году в совет вошёл ещё один еврей, Илан Галеви.

## Цитаты Дэвиса
Расизм в Израиле мало отличается от его проявлений в большинстве стран — членов ООН, в той же Великобритании или Северной Америке. Но Израиль — это государство апартеида, в котором расизм возведен в ранг закона. Израиль после свержения режима апартеида в ЮАР остался единственным государством — членом ООН, в котором существуют законы апартеида.

[…]

Я осуждаю терроризм и готов сделать это публично при условии, что первыми в чёрном списке террористов будут Джордж Буш-младший, Ариэль Шарон и Эхуд Барак. И лишь в конце этого списка из тысячи имен будет какой-нибудь скромный палестинский террорист, взорвавший бомбу в пассажирском автобусе.

[…]

Надо наложить на Израиль самые жесткие экономические санкции, бойкотировать израильские вузы и даже оказывать вооружённое сопротивление. Может, это поможет Израилю превратиться из государства апартеида в демократию — так, как это произошло в своё время в ЮАР.—